# Stoeberia arborea
Stoeberia arborea är en isörtsväxtart som beskrevs av E. van Jaarsveld. Stoeberia arborea ingår i släktet Stoeberia och familjen isörtsväxter. Inga underarter finns listade i Catalogue of Life.